# TSV St. Leonhard-Schweinau
Der TSV St. Leonhard-Schweinau (voller Name Turn- und Sportverein St. Leonhard-Schweinau) war ein Arbeitersportverein aus Nürnberg, dessen Name sich auf die Nürnberger Stadtteile St. Leonhard und Schweinau bezog. Die Fußballmannschaft des Vereins nahm in der Weimarer Republik am Spielbetrieb und an den Meisterschaftsrunden des ATSB teil.

## Geschichte
Der Verein wurde 1905 gegründet. Er gehörte zum ATSB-Regionalverband Nordbayrische Spielvereinigung, dessen Vereine im 7. ATSB-Kreis spielten.
In der Spielzeit 1925/26 wurde der TSV St. Leonhard-Schweinau Meister des 7. ATSB-Kreises. Im Halbfinale der süddeutschen Verbandsmeisterschaft schlug der Verein den BSC München mit 3:0 und im süddeutschen Endspiel am 11. April 1926 in Mannheim-Rheinau die FT Frankfurt-Westend mit 3:0. Hierdurch qualifizierte sich der TSV St. Leonhard-Schweinau für die reichsweite ATSB-Endrunde, unterlag aber im Halbfinale dem TuS Süden Forst mit 0:2.
In der Spielzeit 1928/29 erreichte der Verein die Vizemeisterschaft des 7. ATSB-Kreises. Nach der Machtergreifung der Nationalsozialisten wurde der Verein 1933 verboten und aufgelöst.